# جوشوا جاي جونسون
جوشوا جاي جونسون (بالإنجليزية: Joshua J. Johnson) مواليد 10 مايو 1976 في دالاس، الولايات المتحدة، هو عداء أمريكي متخصص في سباق 100 متر. فاز بالميدالية الذهبية في بطولة العالم لألعاب القوى.

## الميداليات
| الميدالية | المسابقة                       |
| --------- | ------------------------------ |
| ذهبية     | بطولة العالم لألعاب القوى 2003 |

## روابط خارجية
- جوشوا جاي جونسون على موقع الاتحاد الدولي لألعاب القوى (الإنجليزية)